# Іона Протасевич
Іо́на III (Протасе́вич-Островский) († 1577) — Митрополит Київський, Галицький і всієї Руси.
У першій половині 1568 року на Київську кафедру був возведений єпископ Туровсько-Пінський Іона Протасевич-Островський. Після вступу на Митрополичий престол він показав себе ревним і дбайливим Первосвятителем. Коли в червні 1568 року в місті Гродно зібрався сейм, Митрополит Іона подав королю Сигізмунду II, який брав участь у роботі сейму, письмове клопотання про права і потреби Православної Церкви. У цьому клопотанні особливо відзначалося два прохання: по-перше, щоб духовні достоїнства не давалися світським людям і, по-друге, щоб православні єпископи могли засідати в королівській раді нарівні з римо-католицькими біскупами. Інші прохання стосувалися майнових і судових прав православних архієреїв і всього духовенства. Митрополит Іона одержав від короля відповідь, складену на тому ж сеймі 25 червня 1568 року. Король обіцяв розіслати грамоти з розпорядженням дотримувати недоторканність духовних судів і церковних справ, пізніше навіть виконав це — а на інші прохання пообіцяв відповісти пізніше.
Митрополит Іона домігся задоволення своїх клопотань перед королем і панами, що послужило на користь Церкві. На початку 1577 року Митрополит Іона помер.